# シベリアヒナゲシ
シベリアヒナゲシ（西比利亜雛罌粟、学名：Papaver nudicaule）は、ケシ科ケシ属の植物である。　本来は多年生植物で短命な宿根草だが、高温多湿に非常に弱いため、秋まき一年草として扱われている。現在では和名のシベリアヒナゲシは使用されなくなり、英名のアイスランドポピー(Iceland poppy)で呼ばれている。
花言葉は「慰め」である。

## 学名の由来
種名は、「裸の茎」で、花茎に毛が生えていないことに由来する。
以下の各種は、本種のシノニムであるとされる。
- P. croceum  Ledeb. - Arctic poppy
- P. amurense  N. Bush.  - Amure poppy, シロバナヒナゲシ
- P. miyabeanum  Tatew.  - Japanese poppy, チシマヒナゲシ
- P. macounii  Greene - Macoun poppy

## 分布
1759年に北極探検隊に加わっていた植物学者によってシベリアで発見されたためこの名がある。野生下の原種はシベリアから極東に分布しており、シノニムとされた別種を含めると北アメリカの亜寒帯にも産する。また品種改良された園芸種が世界中で栽培されている。
英名の Iceland は発見されたシベリアの気候等に由来しており、アイスランド共和国とは関係なく、同国の国花もチョウノスケソウであり本種ではない。
シノニムとされた種の一つチシマヒナゲシ P. miyabeanum は千島列島の中部から南部にかけて分布しており、仮に同種とみなすと北方領土にも本種が自然分布している可能性がある(チシマヒナゲシの英名は上記にあるように Japanese poppy である)。ただし日本では本種とチシマヒナゲシは別種であるとの説が主流である。利尻島の利尻岳にも黄花のリシリヒナゲシに混じり、白花のチシマヒナゲシが見られるが、こちらについては自然分布ではなく移入種の可能性が強いとされている。

## 形態
草丈は 30cm 余りで、茎はよく曲がり、その頭頂に薄手の和紙のような花弁4枚から構成されるカップ型の花を付ける。花径は野生種では約5cmほどだが、園芸品種ではこの3倍近くの大きさになるものがある。野生種の花色は白もしくは黄色で、ケシと異なり花はほのかなよい香りがする。葉は羽状複葉で毛深く、長さは 2.5-15cm 余りになる。

## 生態
本来多年生で、アメリカ農務省(USDA)によるプラント・ハーディネス・ゾーンで言うと 3a-10b で越冬可能である。丈夫であり耐寒性に優れているが、暑さにはとても弱いため日本などでは越年草として育てられることが多い。
他のケシ属同様、有毒アルカロイドを含んでおり、植物体すべてが有毒化する傾向がある, 。本種に含まれる有毒アルカロイドにはベンゾフェナンスリジン系やケリドニンがあるが、モルヒネのような麻薬成分は含まれていない。

## 人間との関係

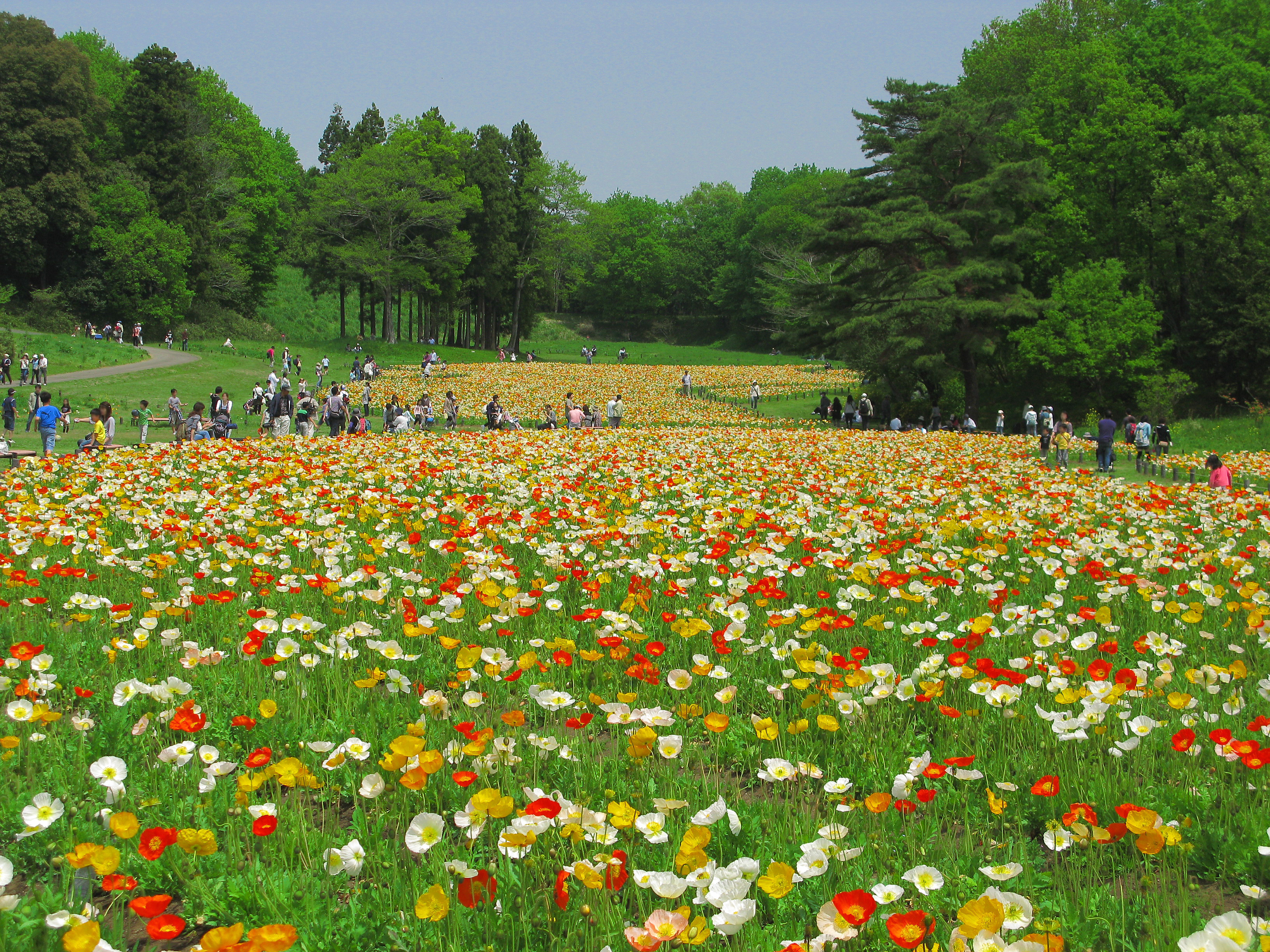
シベリアヒナゲシの花畑（国営武蔵丘陵森林公園）

園芸種として人気があり、一日で散ってしまう他のケシと異なり、花が数日間持つので切花にも用いられる。多種多様な品種改良がなされ、多くの品種が創出された。

### 花色と品種
白と黄色だけの野生種と異なり、園芸種はオレンジ、サーモン及びローズピンク、クリーム、これら各色の絞りなど花色の変化に富む。一例を挙げると、
- シャンパーニュバブル‐草丈約 38cm で、上記各色を取り揃える。
- ワンダーランド‐草丈約 25cm と小型だが、花は直径 10cm と大きい。
- フラメンコ‐草丈 45-60cm 。花はピンクを主体とし縁取りが白くなる。
- パーティファン‐草丈約 30cm 。春先と秋の２度咲きの品種。
- イルミネーション、メドゥパステル‐どちらも草丈 60cm 以上の大型種。
- マタドール‐草丈約 40cm で径約 12cm 近い真紅の花を咲かせる。
- オレゴンレインボウ‐大輪の絞り八重咲き品種で、他品種が育ちにくいアメリカ北西部太平洋岸地域向き[2]。

などがある。
日本では草丈30〜35cmのゲルフォルトジャイアントと、草丈25〜30cmのカクテルミックスと呼ばれる品種が主に栽培されている。日本では1株ずつ鉢植えにするといったことはせず、庭地や畑に群生させ花畑を演出するのが主流で、各地に見られる花摘み園などで主役となっている。
遺伝学的には、白花は黄花に対して優性であり、オレンジやピンクなどその他の色はそれよりさらに劣性であることがわかっている。

### 栽培

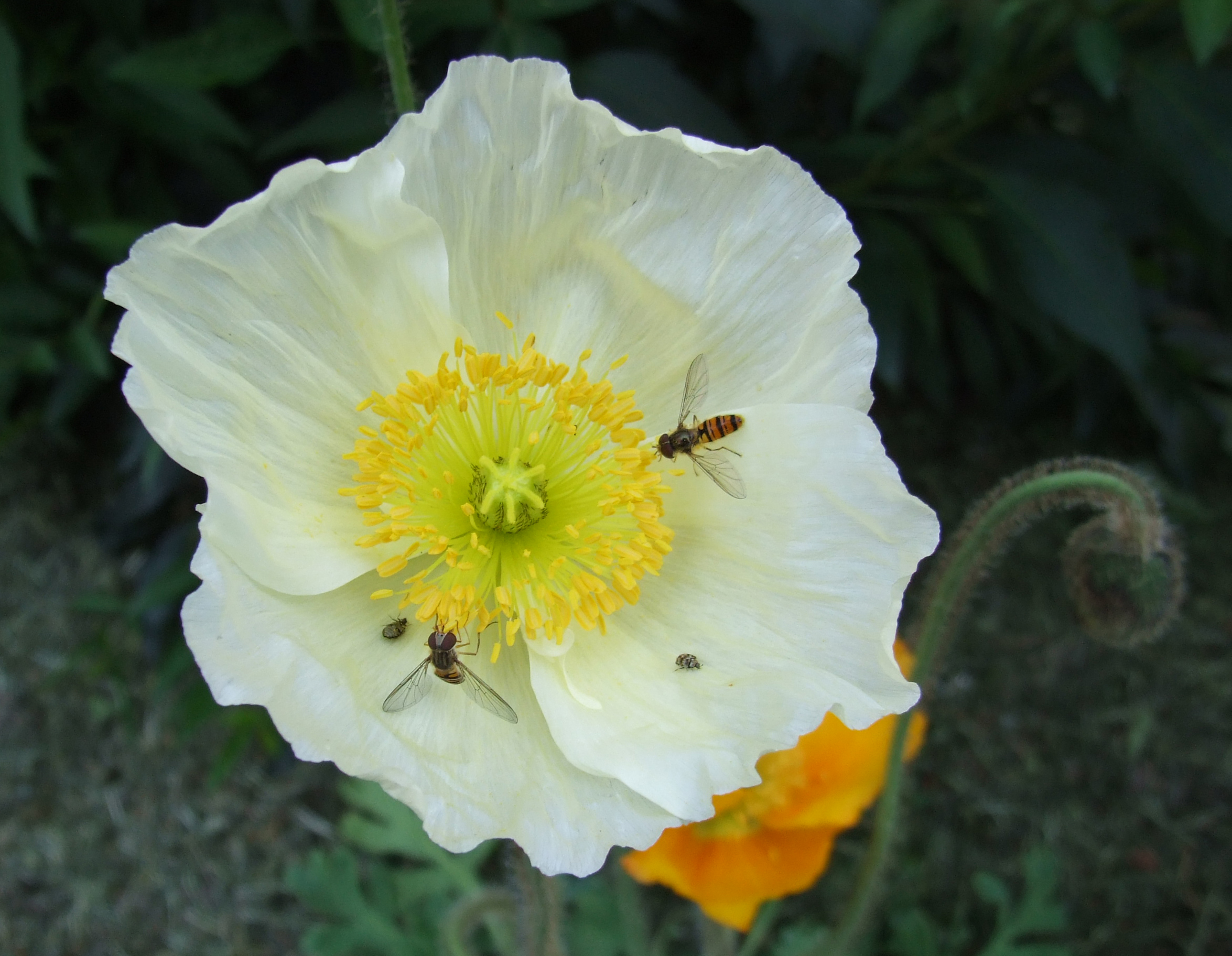
白花の園芸品種

陽当たりがよく、水はけのよいアルカリ性土壌を好む。
他のケシ属植物の例に漏れず、直根性で種子は文字通り芥子粒のように小さい。9月末から10月にかけてが播種に適しており、戸外のよく乾燥した土壌に直播きする。古い種子は発芽率が落ちるので、多くの開花を望むのであればなるべく新しい種子を撒いた方がよい。前年の秋に播いた種は翌春に開花するまでに成長する。夏が厳しくない地域では秋まで数度の開花を楽しむことができるが、多くの地域では暑さに耐えきれず夏の間に枯死する。
その他屋内で発芽させ、10-20cm に育ったところでその後移植する方法がある。ただし本種に限らず、ケシ属は移植を嫌うので以下のような方法で行う。
苗床をつくるには、湿らせたおが屑を詰めた紙またはピートでできた容器を用意しそこに3-5粒ずつ種を播く。多くの園芸書では種子を冷やすことを説いているが、本種は気温 21℃ でも十分発芽することが実験からわかっているので基本的にはその必要はない。
ただ、播種後に土壌の表面を少し押して、種子を埋没させた後、表面に砂もしくはバーミキュライトをかけ、その後表面をさらに湿らせた方がよい。この容器は乾燥させてはならず、そのためには容器をてっぺんを開けたビニールで包んだりするのがよいだろう。また容器は直射日光の照らす暖かい場所に置くこと。温熱マットがあるならそれを敷くのもよい。こうすれば苗を得ることができ、春先になれば、できれば戸外の日当たりの良い場所へ移植する。その際間引きして株と株の間隔を 23-30cm 程度開けてやれば、もやしのようなひょろ長い姿にならずに済む。
もし鉢植えのままで行く(シャンパーニュバブルなどは鉢植え向き)のであれば、鉢には水はけのよい鹿沼土などを入れ、一方で苗には水を切らしてはならない。ただし草丈が 10cm 以上になったら、表面が湿る程度に水を与えればよく、指の第一関節より深くは乾燥させておく。施肥は週一度でよく、窒素分を与えすぎないこと。花が続々と咲き始めたら、散り始めた花はさっさと取り去り片付けてしまった方が良い。結実は株の寿命を縮める大きな原因である。

### 切り花
本種は花持ちがいいので切花にもよく利用されるが、切り花にする場合は冬咲きの、まだつぼみのそれを用いるのがよい。本種は茎を切ると白い乳汁が出てきて切り口を塞ぎ、吸水性が悪くなるので、切り口を焼いたり湯に浸したりしてこれを防いだ方が長持ちする。